# Kenshirō Suzuki
Kenshirō Suzuki (japanisch 鈴木 拳士郎 Suzuki Kenshirō; * 20. März 1996 in der Präfektur Shizuoka) ist ein japanischer Fußballspieler.

## Karriere
Suzuki erlernte das Fußballspielen in der Jugendmannschaft von Júbilo Iwata und der Universitätsmannschaft der Kansai-Universität. Seinen ersten Vertrag unterschrieb er 2018 bei Kamatamare Sanuki. Der Verein aus Takamatsu spielte in der zweiten japanischen Liga, der J2 League. Am Ende der Saison 2018 stieg der Verein in die dritte Liga ab. Für den Verein absolvierte er 15 Ligaspiele. 2020 unterschrieb er in Numazu einen Vertrag beim Ligakonkurrenten Azul Claro Numazu.